# Eamonn Deacy Park
Eamonn Deacy Park, anciennement nommé Terryland Parc est un stade multifonctionnel de Galway, en Irlande.

## Histoire
En 1977, Galway United est invité à rejoindre le Championnat d'Irlande de football. Galway commence à utiliser le Terryland Park lors de cette même année le 28 août. Le club joue son premier match contre St. Patrick's Athletic FC. 
En 1993, le stade subit un grand réaménagement. Pendant cette période de travaux, Galway joue ses matchs sur le terrain de rugby voisin, le Crowley Park. 
Le stade subit de nouveau un réaménagement en 2007 faisant suite à une subvention de 500 000 € du gouvernement irlandais. L'argent va à la construction d'une nouvelle tribune de 1 500 places debout et d'une plate-forme pour de nouvelles caméras. Ce nouveau chantier augmente la capacité de 3 300 à 5 000 places.
En 2008, Terryland park est élu meilleur terrain d'Irlande pour la deuxième année consécutive.

## Records
- La plus grande victoire
  - 8-0 contre Monaghan United, à domicile, le 26 octobre 2001